# 아시아 태평양 게이트웨이
아시아 태평양 게이트웨이(Asia Pacific Gateway, APG)는 중화인민공화국, 홍콩, 일본, 대한민국, 말레이시아, 대만, 태국, 베트남과 싱가포르를 연결할 예정인 해저 광케이블이다.
APG 해저 광케이블은 약 10,400km (6,500 마일) 정도 될 것이라 한다. 대역폭은 54.8Tbps이다. The APG cable consortium includes Facebook and other 11 leading carriers in the region.

## 케이블이 지나는 곳
케이블이 지나는 곳(cable landing point)들:
- 중국 대륙 (at Chongming and Nanhui)
- 홍콩 (at Tseung Kwan O)
- 일본 (at Shima and Shin Maruyama)
- 대한민국 (부산)
- 말레이시아[1] (at Kuantan)
- 타이완 (at Toucheng)
- 타이 (at Songkhla)
- 베트남 (at Da Nang)
- 싱가포르 (at Tanah Merah)

케이블의 총 길이는 10,400 km. 서비스 예정 일은 2014년 3분기이다.